# Protochondria longicauda
Protochondria longicauda – gatunek widłonoga z rodziny Chondracanthidae. Jest pasożytem ryb morskich.

## Systematyka
Gatunek ten opisał w 1970 roku zoolog Ju-shey Ho, czyniąc go gatunkiem typowym nowego rodzaju Protochondria. Okazy typowe – holotyp (samica), alotyp (dołączony do niej samiec) i paratypy – zostały pozyskane ze skrzeli ryb flądrokształtnych Hippoglossina bollmani złowionych podczas rejsu statku badawczego R/V „Anton Bruun” w trzech lokalizacjach na Pacyfiku (na wysokości Peru): Sta. 640B (7°03′S 80°45′W/-7,050000 -80,750000), Sta. 641A (6°55′S 80°45′W/-6,916667 -80,750000) i Sta. 43A (7°24′S 80°39′W/-7,400000 -80,650000).